# Kapsa borealis
Kapsa borealis är en insektsart som beskrevs av Irena Dworakowska och Sohi 1978. Kapsa borealis ingår i släktet Kapsa och familjen dvärgstritar. Inga underarter finns listade i Catalogue of Life.